# Бурнев
Бурнев (Руотсаари, фин. Ruotsaari — «шведский остров») — небольшой остров в Ладожском озере. Относится к группе северо-западных Ладожских шхер. Территориально относится к Приозерскому району Ленинградской области России.
Вытянут с запада на восток. Длина 1,8 км, ширина 0,6 км.
Расположен при выходе из залива Лехмалахти, к северу от мыса Рогатый. Ближайшие острова: Заячий и Прибрежный
Остров возвышенный, высотой до 28 м. Северный берег острова приглубый; южный берег менее приглуб. На юге есть небольшой залив с косой и внутреннее озеро. Покрыт смешанным лесом.

## История
После революции отошёл Финляндии. После Великой Отечественной войны — в составе СССР.
В 1955 году Совет Министров СССР решил провести подводный ядерный взрыв на создаваемом полигоне «Новая Земля», была образована ЦНИЛ — 14 ВМФ. Первые её сотрудники разместились в Приозерске и в срочном порядке на острове Бурнев проведена серия испытания тротиловых зарядов в подводном положении. Полученные результаты легли в основу прогноза ожидаемых последствий после атомного взрыва на акватории губы Чёрная полигона «Новая Земля».
Военные покинули остров приблизительно в 1992 году. На острове существует внутреннее озеро, в котором сохранились шлюзы с толстыми стеклянными стенками. Поскольку на берегу острова расположена мощная насосная станция, то можно предположить, что уровень внутреннего озера мог изменяться. Сохранились остатки обсерватории и разрушенные военные сооружения. Не позднее 2005 года военные вновь появились на острове. Они находятся на острове не постоянно, а наездами.

## Топографические карты
- Лист карты P-36-97,98 Приозерск. Масштаб: 1 : 100 000. Указать дату выпуска/состояния местности.